# Saccopharynx lavenbergi
Espèce
Statut de conservation UICN

 LC  : Préoccupation mineure
Saccopharynx lavenbergi est une espèce de poissons abyssaux de la famille des Saccopharyngidae.

## Répartition
Ce poisson se rencontre dans le Pacifique est au Chili, en Colombie, au Costa Rica, en Équateur, aux États-Unis, en France (île Clipperton), au Guatemala, au Honduras, au Mexique, au Nicaragua, au Panama, au Pérou et au Salvador. Ce poisson est présent aux profondeurs comprises entre 2 000 et 3 000 m.

## Description
Saccopharynx lavenbergi peut mesurer jusqu'à 78 cm de longueur totale.

## Systématique
Le nom valide complet (avec auteur) de ce taxon est Saccopharynx lavenbergi Nielsen (d) & Bertelsen (d), 1985.

### Étymologie
Son épithète spécifique, lavenbergi, lui a été donnée en l'honneur de l'ichtyologiste Robert James Lavenberg (d) du musée d'histoire naturelle du comté de Los Angeles, pour sa contribution à l'ichtyologie océanographique et pour avoir mis à la disposition des auteurs des spécimens de son musée.

### Publication originale
- (en) Jørgen G. Nielsen et Erik Bertelsen, « The gulper-eel family Saccopharyngidae (Pisces, Anguilliformes) », Steenstrupia, Copenhague, vol. 11, no 6,‎ 10 octobre 1985, p. 157-206 (ISSN 0375-2909).